# Star Wars: Tales of the Jedi
Star Wars: Tales of the Jedi, nota anche semplicemente come Tales of the Jedi, è una miniserie animata antologica creata da Dave Filoni (nonché direttore dell'animazione) e Charles Murray e prodotta da Lucasfilm Animation. È stata distribuita sulla piattaforma streaming Disney+ il 26 ottobre 2022.
La serie è ambientata nell'universo di Guerre stellari, durante il periodo della trilogia prequel, ed è composta da sei episodi suddivisi in due "percorsi", uno che segue il personaggio Ahsoka Tano e l'altro il Conte Dooku.
La serie utilizza lo stesso stile di animazione di Star Wars: The Clone Wars e Star Wars: The Bad Batch.
La serie ricevette il plauso della critica, con elogi per la sua animazione, sceneggiatura e colonna sonora. Una miniserie sequel, intitolata Star Wars: Tales of the Empire, è stata annunciata nell'aprile 2023 e pubblicata il 4 maggio 2024. Anch'essa è divisa in due archi: uno segue Morgan Elsbeth (doppiata da Diana Lee Inosanto) e l'altro segue l'ex Jedi Barriss Offee (doppiata da Meredith Salenger). Una terza miniserie, Star Wars: Tales of the Underworld, viene pubblicata in occasione dello Star Wars Day, il 4 maggio 2025, e segue stavolta Asajj Ventres e Cad Bane.

## Trama
Ogni episodio racconta una breve storia dei Jedi durante il periodo della trilogia prequel di Guerre stellari. I sei episodi sono divisi in due "percorsi": il primo segue Ahsoka Tano in vari momenti della sua vita, e l'altro un giovane Conte Dooku prima del suo passaggio al Lato Oscuro della Forza.

## Personaggi e interpreti

### Personaggi principali
- Ahsoka Tano, doppiata in originale da Ashley Eckstein e in italiano da Erica Necci.[9]
- Conte Dooku, doppiato in originale da Corey Burton e in italiano da Stefano De Sando.
Un ex Jedi che non crede più nell'Ordine Jedi e cede al Lato Oscuro.[10]

### Personaggi comprimari
Gli interpreti dei seguenti personaggi sono stati accreditati come comprimari (co-starring) in almeno due episodi di una stagione della serie.
- Qui-Gon Jinn, doppiato in originale da Liam Neeson e in italiano da Gino La Monica.
L'ex apprendista Jedi di Dooku.[11]
  - Qui-Gon Jinn da giovane, doppiato in originale da Micheál Richardson e in italiano da Federico Talocci.[11]

### Personaggi secondari
Gli interpreti dei seguenti personaggi appaiono in un solo episodio per stagione in cui hanno un ruolo significativo.
- Pav-ti, doppiata in originale da Janina Gavankar e in italiano da Martina Felli.
La madre di Ahsoka Tano.[8]
- Mace Windu, doppiato in originale da Terrence C. Carson e in italiano da Alberto Angrisano.[10]
- Yaddle, doppiata in originale da Bryce Dallas Howard e in italiano da Daniela Calò.
Una donna della stessa specie di Yoda e membro del Consiglio Jedi.[7][12]
- Darth Sidious, doppiato in originale da Ian McDiarmid e in italiano da Gianni Giuliano.
L'Oscuro Signore dei Sith che divenne il Maestro Sith del Conte Dooku.[10]
- Anakin Skywalker, doppiato in originale da Matt Lanter e in italiano da Marco Vivio.
Il Maestro Jedi di Ahsoka Tano.[7]
- Bail Organa, doppiato in originale da Phill LaMarr e in italiano da Saverio Indrio.
Senatore di Alderaan.[10]
- Capitano Rex, tenente Jesse e clone trooper doppiati in originale da Dee Bradley Baker e in italiano da Alessandro Ballico.[13]
- Inquisitore, doppiato in originale da Clancy Brown e in italiano da Stefano Mondini.[2]
- Senatore Dagonet, doppiato in originale da Mark Rolston e in italiano da Gaetano Lizzio.
- Anziana del villaggio, doppiata in originale da Vanessa Marshall e in italiano da Mirta Pepe.

### Guest star
- Gantika, doppiata in originale Toks Olagundoye e in italiano da Graziella Polesinanti.
La vecchia saggia del villaggio.
- Nak-il, doppiato in originale da Sunil Malhotra e in italiano da Alessio Nissolino.
Il padre di Ahsoka Tano.
- Abitante armato del villaggio, doppiato in originale da Corey Burton (oltre al conte Dooku) e in italiano da Carlo Cosolo.
- Obi-Wan Kenobi, doppiato in originale da James Arnold Taylor e in italiano da Francesco Bulckaen.
Maestro Jedi di Anakin Skywalker.[10]
- Il figlio del senatore Dagonet, doppiato in originale da Josh Keaton e in italiano da Riccardo Suarez.
- Yoda, Plo Koon, Tera Sinube, Saesee Tiin, Ima-Gun Di, Caleb Dume, Depa Billaba e Mon Mothma appaiono in cameo silenziosi.

## Episodi
| nº | Titolo originale       | Titolo italiano           | Pubblicazione   |
| -- | ---------------------- | ------------------------- | --------------- |
| 1  | Life and Death         | Vita e morte              | 26 ottobre 2022 |
| 2  | Justice                | Giustizia                 | 26 ottobre 2022 |
| 3  | Choices                | Scelte                    | 26 ottobre 2022 |
| 4  | The Sith Lord          | Il Signore Sith           | 26 ottobre 2022 |
| 5  | Practice Makes Perfect | La pratica rende perfetti | 26 ottobre 2022 |
| 6  | Resolve                | Coda                      | 26 ottobre 2022 |

### Vita e morte
- Titolo originale: Life and Death
- Diretto da: Nathaniel Villanueva
- Scritto da: Dave Filoni

Trama
Un anno dopo la sua nascita, una neonata Ahsoka Tano viene portata per la prima volta ad assistere ad una battuta di caccia da sua madre, Pav-ti Tano. Entrambe vengono sorprese da un grosso animale predatore, che rapisce Ahsoka. Dopo che Ahsoka ha sottomesso l'animale e l'ha riportata al villaggio, l'anziana del villaggio si rende conto che è sensibile alla Forza.

### Giustizia
- Titolo originale: Justice
- Diretto da: Saul Ruiz
- Scritto da: Dave Filoni

Trama
Il Maestro Jedi Dooku e il suo Padawan, Qui-Gon Jinn, vengono inviati su un pianeta per recuperare il figlio rapito di un senatore. A quanto pare, il senatore sta facendo morire di fame e abusa della sua gente, costringendo così il popolo a rapire suo figlio. Mentre il senatore attacca e minaccia di fare un esempio di tutti i soggetti coinvolti, Dooku usa la Forza del soffocamento per intervenire, ma viene fermato dal suo Padawan prima che uccida il senatore.

### Scelte
- Titolo originale: Choices
- Diretto da: Charles Murray
- Scritto da: Charles Murray e Elan Murray

Trama
I Maestri Jedi Conte Dooku e Mace Windu indagano sulla misteriosa morte di uno di loro. A quanto pare, la guardia del senatore ha ucciso la Jedi nel fallito tentativo di costringere il senatore corrotto a includerli nel suo complotto. Dopo che gli aggressori sono stati sottomessi, Dooku viene diseredato come membro dell'Alto Consiglio a favore di Windu, poiché il consiglio non perdona i suoi metodi aggressivi.

### Il Signore Sith
- Titolo originale: The Sith Lord
- Diretto da: Saul Ruiz
- Scritto da: Dave Filoni

Trama
Dopo che Qui-Gon ha informato l'Alto Consiglio del suo incontro con Darth Maul su Tatooine, Dooku lo avverte che il Consiglio non lo prenderà sul serio. Dopo la morte di Qui-Gon, la Maestra Jedi Yaddle scopre che Dooku ha collaborato con un altro Signore dei Sith, Darth Sidious. Di fronte a lui, Dooku uccide Yaddle per preservare il suo segreto, consolidando la sua caduta nel Lato oscuro.
- Nota: questo episodio si svolge in concomitanza con gli eventi del film Star Wars: Episodio I - La minaccia fantasma.

### La pratica rende perfetti
- Titolo originale: Practice Makes Perfect
- Diretto da: Saul Ruiz
- Scritto da: Dave Filoni

Trama
Deluso da una simulazione di battaglia che deve compiere, Anakin Skywalker escogita un rigoroso esercizio per la sua Padawan, Ahsoka, in cui deve sconfiggere un gruppo di cloni. Grazie a questa esercitazione praticata per anni, Ahsoka è in grado di sopravvivere all'Ordine 66 durante gli eventi di Star Wars: The Clone Wars.

### Coda
- Titolo originale: Resolve
- Diretto da: Saul Ruiz
- Scritto da: Dave Filoni

Trama
Dopo la morte di Padmé Amidala e la caduta della Repubblica, Ahsoka si nasconde e diventa una contadina. Dopo che il fratello di una ragazza che ha salvato con la Forza si rende conto della sua vera identità e la denuncia all'Impero, il villaggio viene massacrato da un Inquisitore. Ahsoka uccide l'Inquisitore e si unisce alla ribellione.
- Nota: questo episodio adatta vagamente gli eventi del romanzo Ahsoka di EK Johnston.

## Produzione

### Sviluppo
Mentre stava lavorando alla serie The Mandalorian, Dave Filoni iniziò a scrivere dei racconti su diversi Jedi dell'era della trilogia prequel. Carrie Beck, vicepresidente senior per lo sviluppo e la produzione della Lucasfilm, ha chiesto a Filoni se volesse trasformarli in una serie, che ha paragonato al suo "trovare i soldi" per un revival della sua serie animata Star Wars: The Clone Wars sul servizio di streaming Disney+.
A dicembre 2021 il logo della serie è stato incluso nei regali di Natale per i dipendenti della Lucasfilm insieme ai loghi per i prossimi progetti cinematografici e televisivi dello studio. Questo era anche il nome di una serie di fumetti non correlata pubblicata dalla Dark Horse Comics negli anni '90.
Lucasfilm ha confermato il progetto nell'aprile 2022 quando la società ha annunciato il programma dello Star Wars Celebration, con Filoni che discuterà della serie antologica animata in un panel dedicato. Questo si è tenuto alla fine di maggio ed è stato annunciato che la serie è composta da sei episodi scritti da Filoni e da Charles Murray insieme a Élan Murray, ciascuno della durata di circa 15 minuti.

### Sceneggiatura
Filoni ha descritto la serie come un'esplorazione di "due strade e due scelte", con una che segue il personaggio di Ahsoka Tano e l'altra che si concentra sul Conte Dooku. Ogni personaggio viene esplorato in tre diverse epoche della loro vita. Confrontando la serie con The Clone Wars, Filoni ha notato che Tales of the Jedi aveva un ritmo più lento e sembrava "una serie di poesie tonali" con meno dialoghi e più narrazione visiva. Questo è stato ispirato dalle opere di Hayao Miyazaki e dal mentore di Filoni, il creatore di Gerre stellari George Lucas. La prima idea di Filoni per la serie era quella di mostrare come Ahsoka fosse entrata a far parte dell'Ordine Jedi grazie a Plo Koon, ma l'ha cambiata in una storia sulla prima battuta di caccia di Ahsoka con sua madre perché non c'erano state molte storie su "mamme che sono mamme" in Guerre stellari.
Ha ritenuto importante che "la prima esperienza di Ahsoka fosse con qualcuno che le diceva: 'Non aver paura', ovvero sua madre". Al di là del primo episodio, che ha un lieto fine e presenta "l'adorabile piccola Ahsoka", Filoni ha avvertito che "queste non sono solo storie divertenti e felici. A volte diventano difficili". In particolare, ha ritenuto che la vita di Dooku fosse "sorprendentemente tragica" e ha attribuito alcuni degli episodi più oscuri della serie al fatto che fossero stati scritti durante la pandemia COVID-19. Un aspetto di Dooku che Filoni voleva esplorare era il rapporto con il suo allievo Padawan, Qui-Gon Jinn, che Filoni descrisse come "uno dei Jedi migliori e, per certi versi, più interessante, a causa della sua filosofia, che è diversa da quella del Consiglio Jedi. E dove l'ha imparato, se non dal suo mentore, il conte Dooku?"

### Cast
Con l'annuncio della serie nel maggio 2022, è stato annunciato che Liam Neeson avrebbe ripreso il ruolo di Qui-Gon Jinn, mentre suo figlio Micheál Richardson avrebbe doppiato una versione più giovane del personaggio. Matt Lanter riprende il ruolo di Anakin Skywalker da The Clone Wars, mentre Janina Gavankar è stata scelta per doppiare la madre di Ahsoka Tano, Pav-ti Tano. Nel luglio 2022, Ashley Eckstein ha rivelato che avrebbe ripreso il ruolo di Ahsoka Tano.

## Colonna sonora
Kevin Kiner ha composto la colonna sonora della serie, in precedenza aveva composto musiche per The Clone Wars e Rebels.
1. Birth of Ahsoka – 1:33
2. Ahsoka's Village – 2:47
3. Sanctity of Life – 2:45
4. Tiger – 2:19
5. The Bond – 2:33
6. Ahsoka Returns – 2:59
7. A Real Test – 3:28
8. Let's Go Again – 2:19
9. Training Pays Off – 1:36
10. Secret Mourner – 2:10
11. No One Is Safe – 4:13
12. The Inquisitor – 3:45
13. Ahsoka Is Ready – 1:13
14. Dooku Arrives – 2:44
15. The Kidnappers – 2:34
16. Soldiers Are Here – 4:52
17. No More Suffering – 2:24
18. Murder Case – 2:25
19. Mystery in Raxus – 2:09
20. Dooku Investigates – 3:10
21. Dooku Contemplates – 2:33
22. Qui-Gon and the Sith Lord – 4:59
23. Flight Into Darkness – 4:04
24. Dooku vs. Yaddle – 3:16
25. Dooku's Fall – 2:45

## Promozione
Filoni ha  svelato i primi dettagli sulla serie durante un panel della Star Wars Celebration nel maggio 2022, dove è stato mostrato un teaser trailer e successivamente è stato proiettato il primo episodio completo.
Il 10 settembre è stato pubblicato su YouTube il primo trailer ufficiale.

## Distribuzione
La serie animata è stata distribuita sulla piattaforma streaming Disney+ il 26 ottobre 2022.

## Accoglienza

### Critica
L'aggregatore di recensioni Rotten Tomatoes ha riportato un punteggio di approvazione del 100% sulla base di 19 recensioni, con una valutazione media di 8.4/10, con il consenso della critica che afferma: "Sotto l'affidabile guida di Dave Filoni, Tales of the Jedi è un'espansione avvincente della tradizione di Guerre stellari che delizierà allo stesso modo i fan di livello Padawan e gli studiosi enciclopedici della Forza".
Brian Young di /Film ha affermato: "Questi episodi sono pieni di pathos e collegamenti interessanti con la più ampia tradizione di Guerre stellari. La qualità del lavoro degli sceneggiatori, della Lucasfilm Animation e della musica di Kevin Kiner non è mai stata migliore. La mia la speranza è che questi cortometraggi siano abbastanza popolari da portare più Jedi alla ribalta per altre storie". Kevin Fox, Jr. di Paste ha assegnato alla serie un voto di 8.2 su 10, affermando: "Il risultato complessivo, supervisionato da Dave Filoni, è sorprendente e forte. Tales of the Jedi riesce a dire esattamente cosa significa e poi la sua uscita, sicuro di avere spettatori pronti per altro. Che si tratti in definitiva di una stagione una tantum o dell'inizio di qualcosa di più grande, vale la pena dare un'occhiata se si è fan di Guerre stellari."
Jamie Lovett di ComicBook.com ha dato alla serie 4 stelle su 5, dicendo: "Questi sei episodi sono belli, commoventi e ingannevolmente stratificati per la loro brevità mentre racchiudono alcune sorprese e momenti sbalorditivi lungo la strada. La Lucasfilm Animation è riuscita a spremere molta magia di Guerre stellari in questi cortometraggi, e gli spettatori rimarranno solo delusi dal fatto che non ce ne saranno altri". Alex Stedman di IGN ha dato alla serie un voto di 8 su 10, scrivendo: "Tales of the Jedi è una vetrina forte e ben scritta per due personaggi importanti per la tradizione di Guerre stellari: il conte Dooku e Ahsoka Tano. A Dooku, in particolare, viene aggiunto un buon succo alla sua storia, mentre gli altri episodi presentano uno sguardo gradito su Ahsoka in diversi momenti della sua vita. A volte è lunatico e metodico, pur riuscendo comunque a intrecciarsi in un'azione meravigliosamente animata. Potrebbe non essere un contenuto di Guerre stellari assolutamente vitale, ma c'erano sicuramente modi peggiori per rivisitare questi personaggi prima che del debutto della serie Ahsoka".

### Pubblico
Secondo Parrot Analytics, che esamina il coinvolgimento dei consumatori nella ricerca sui consumatori, nello streaming, nei download e sui social media, Tales of the Jedi è stata la quarta serie televisiva in streaming più richiesta negli Stati Uniti, durante la settimana dal 29 ottobre 2022 al 4 novembre 2022. Secondo Whip Media, Tales of the Jedi è stata la nona serie originale più trasmessa in streaming su tutte le piattaforme negli Stati Uniti, durante la settimana dal 24 al 30 ottobre 2022.

## Riconoscimenti
- 2022 – Golden Reel Awards[30]
  - Candidatura per il miglior montaggio sonoro negli effetti sonori in una trasmissione animata
- 2023 – Producers Guild of America Awards[31]
  - Candidatura per la miglior serie di cortometraggi